# إيرني كورتيس
إيرني كورتيس (بالإنجليزية: Ernie Curtis)‏ (10 يونيو 1907 بكارديف في المملكة المتحدة - 1 نوفمبر 1992 بكارديف في المملكة المتحدة) هو لاعب كرة قدم بريطاني في مركز الهجوم. شارك مع منتخب ويلز لكرة القدم. أما مع النوادي، فقد لعب مع برمنغهام سيتي وكارديف سيتي وكوفنتري سيتي ونادي هارتلبول يونايتد.